# 고양시 일산구 갑
고양시 일산구 갑은 대한민국의 옛 국회의원 선거구이다. 당시 경기도 고양시 일산구의 일부 지역을 관할했다.

## 역사
대한민국 제16대 국회의원 선거를 앞두고 고양시 일산구 선거구가 갑, 을로 분구되면서 신설되었다. 신설 당시 일산구 식사동·풍산동·백석동·마두1동·마두2동·주엽1동·주엽2동·장항1동·장항2동을 관할했다.
2005년 5월 16일을 기해 고양시 일산구가 일산동구와 일산서구로 분구되었다. 이에 제18대 국회의원 선거를 앞두고 고양시 일산구 갑 선거구가 고양시 일산동구 선거구와 고양시 일산서구 선거구로 각각 분리되면서 폐지되었다.

## 역대 국회의원
| 선거   | 정당 | 정당         | 의원   |
| ------ | ---- | ------------ | ------ |
| 2000년 |      | 새천년민주당 | 정범구 |
| 2004년 |      | 열린우리당   | 한명숙 |

## 역대 선거 결과

### 대한민국 제16대 국회의원 선거
|  | 44.52% |

|  | 39.81% |

|  | 12.51% |

|  | 3.14% |

### 대한민국 제17대 국회의원 선거
|  | 49.00% |

|  | 46.61% |

|  | 3.52% |

|  | 0.85% |